# 尹文

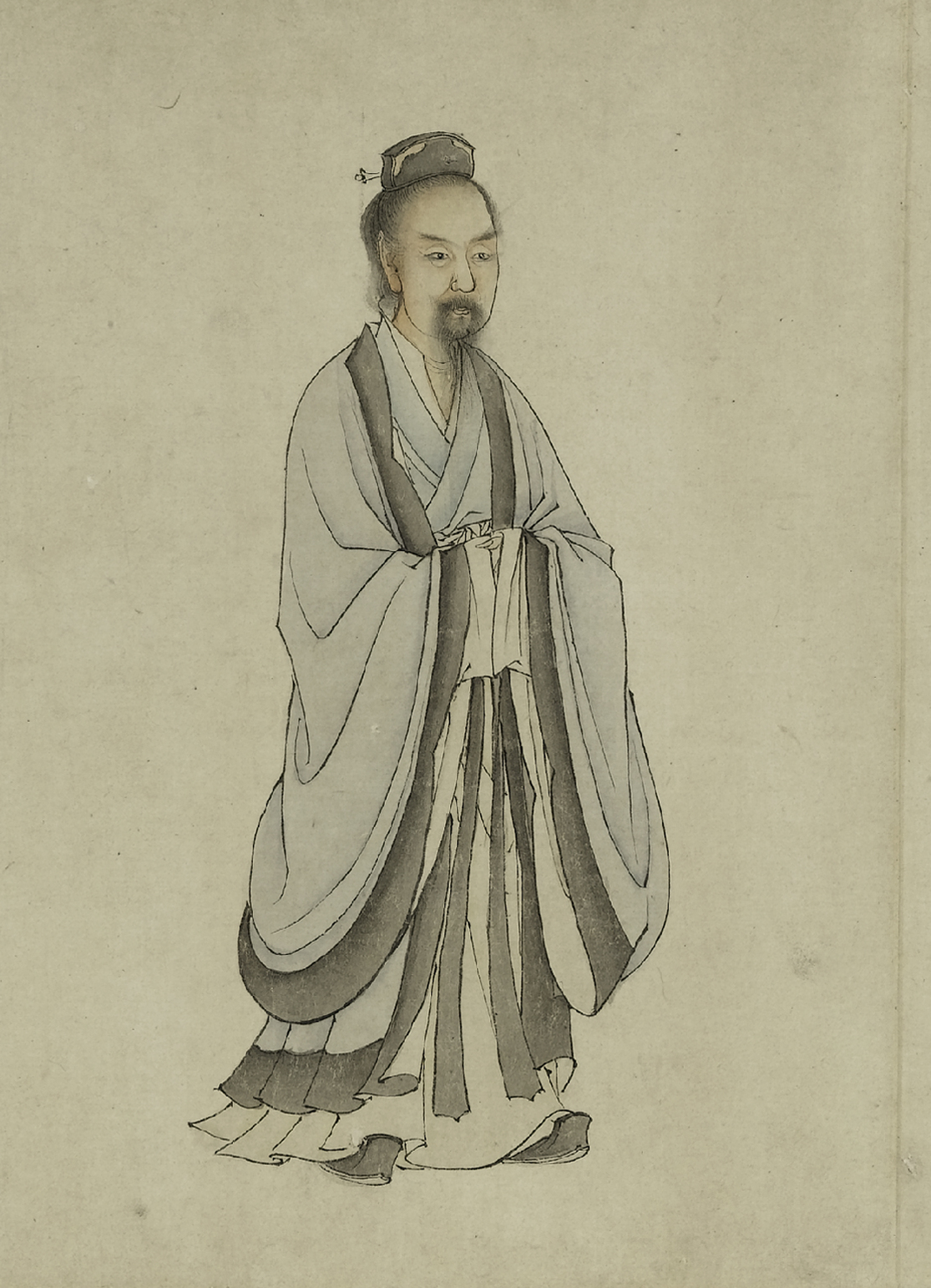

尹文（前360年—前280年），一作尹文子，战国时期齐国人，先秦名家和黄老道家學者。

## 生平
在稷下学宫游学，与宋鈃齐名。劝齐宣王采用无为之政，对齐湣王说“见侮而不斗”为士。主张息兵，强调“名正则治，名丧则乱”。公孙龙非常欣赏他的政治学说。《汉书·艺文志》有《尹文子》一篇。